# Cassiar Mountains
Die Cassiar Mountains sind eine Gebirgskette im zentralen Norden der kanadischen Provinz British Columbia sowie im Süden des Territoriums Yukon und gehören zu den Interior Mountains. Sie liegen auf der kontinentalen Wasserscheide.

## Geographie
Die Cassiar Mountains erstrecken sich, mit einer Fläche von 71.691 km², über 480 km in Nord-Süd-Richtung und 410 km in West-Ost-Richtung. Nach Osten werden die Berge durch den Rocky Mountain Trench abgegrenzt, während im Westen das Stikine Plateau die Grenze bilden. Nach Norden wird der Gebirgszug durch den Liard River und nach Süden durch den Finlay River begrenzt. Der größere Teil der Bergkette liegt in British Columbia (82 %) und der kleinere Teil im Yukon (18 %). Mit einer Höhe von 2748 m ist der Thudaka Mountain der höchste Berg in der Gebirgskette.
Im Norden durchquert der Yukon Highway 1, als Teil des Alaska Highways, in Ost-West-Richtung die Gebirgskette. Der British Columbia Highway 37 durchquert ebenfalls im nördlichen Teil die Kette von Nordost nach Südwest.
Ansiedlungen finden sich nur entlang der Highways. Mit rund 300 Einwohnern ist Dease Lake die größte der Ansiedlungen. Upper Liard mit etwa 170 Einwohnern ist eine der anderen größeren Ansiedlungen und liegt am westlichen Rand der Kette.

## Gebirgszüge innerhalb der Gebirgskette
Die Cassiar Mountains werden unterteilt in:
- Northern Cassiar Mountains
- Spatsizi Plateau

### Berge innerhalb der Gebirgskette
Die höchsten, nach dem Thudaka Mountain, der Berge innerhalb der Bergkette sind:
- Sharktooth Mountain; 2668 m
- Toodoggone Peak; 2609 m
- Peak 2522; 2522 m
- Mount McNamara; 2522 m
- Mount Will; 2519 m

## Schutzgebiete
Große Teile der Cassiar Mountains, hauptsächlich im südlichen Bereich, stehen als Provincial Parks in British Columbia unter Schutz. Zu diesem Provinzparks gehören:
- Dall River Old Growth Provincial Park
- Denetiah Provincial Park
- Dune Za Keyih Provincial Park and Protected Area
- Finlay-Russel Provincial Park and Protected Area
- Spatsizi Plateau Wilderness Provincial Park
- Tā Ch’ilā Provincial Park
- Tatlatui Provincial Park
- Tuya Mountains Provincial Park

Dabei liegen nicht alle der Parks vollständig in den Cassiar Mountains. Einige der Parks schützen sowohl Gebiete in der Gebirgskette wie auch angrenzende Gebiete.